# سندرم انفجار سر
نشانگان انفجار سر (به انگلیسی: Exploding head syndrome) نوعی اختلال شنیداری هیپناگوژیک نادر است. مبتلایان به این سندرم معمولاً صدای بسیار بلندی مانند انفجار بمب، شلیک اسلحه، نواختن سِنج، صدای زنگ یا گونه‌ای صدای بلند و ناشناخته را در هنگام خواب می‌شنوند، به شکلی که احساس می‌شود منشأ این صدا داخل سَر است.
این صدا معمولاً در ساعات اولیهٔ خواب احساس می‌شود و لزوماً به دلیل خواب‌دیدن نیست. اگرچه صدای شنیده‌شده بسیار بلند است ولی معمولاً با دردی همراه نیست. تعداد حملات بیماری معمولاً ثابت نیست ولی پس از تعدادی حمله در طول یک دورهٔ چندروزه یا چندهفته‌ای معمولاً یک دورهٔ چندماههٔ بهبود مشاهده می‌شود. مبتلایان به‌طور معمول نوعی احساس ترس و اضطراب را پیش و پس از حمله احساس می‌کنند که به همراه افزایش ضربان قلب است. حملات معمولاً با مشاهدهٔ تابش‌های نور و اختلال در تنفس همراه است. مبتلایان ممکن است هنگام این حمله‌ها دچار ناتوانی در ادراک صداهای اطراف و یک نمونهٔ خفیف فلج خواب شوند.
هیچ درمان شناخته‌شده‌ای برای این سندرم وجود ندارد و دلایل آن ناشناخته است، اما برخی روان‌شناسان آن را به خستگی ربط می‌دهند. موارد این سندرم در میان تمامی سنین در هم زنان و مردان مشاهده شده‌است. اگرچه زنان اندکی بیشتر از مردان به آن مبتلا می‌شوند و معمولاً در سنین بالای پنجاه سال رایج‌تر است.
سندرم انفجار سر برای نخستین بار در سال ۱۹۲۰ توسط پزشک و روان‌شناس ولزی رابرت آرمسترانگ جونز معرفی شد.
فیلم (Memoria) به کارگردانی (Apichatpong Weerasethakul) به همین موضوع اشاره دارد.